# احمدآباد (مشهد)
احمدآباد منطقه‌ای بین میدان  تقی‌آباد (مشهد) (شریعتی) و ملک‌آباد مشهد است. این منطقه در تقسیم‌بندی شهری شهر مشهد در منطقهٔ ۱ قرار دارد. وسعت این منطقه ۱۶۱۱ هکتار و جمعیت ساکن در آن بر طبق سرشماری سال ۱۳۸۰ شمسی، ۱۸۰ هزار نفر است. برخی از خیابان‌های محله احمدآباد مشهد عبارت‌اند از: راهنمایی، ابوذر غفاری، رضا، طالقانی، ناصر خسرو، ملاصدرا، عدالت، محتشمی، پرستار، پاستور، قائم، بهشت، عارف، بخارایی و کلاهدوز. بیشترین تراکم مطب پزشکان مشهد در محله احمدآباد است.
هتل بین‌المللی هما ۱ مشهد (هتل‌هایت سابق) واقع در میدان احمدآباد، اول بلوار کلاهدوز به عنوان مرکز این منطقه شناخته می‌شود. همچنین در انتهای این محله که به ملک‌آباد ختم می‌شود می‌توان به باغ تاریخی و مهم ملک‌آباد اشاره کرد.